# Gornji Martijanec
Gornji Martijanec is een plaats in de gemeente Martijanec in de Kroatische provincie Varaždin. De plaats telt 54 inwoners (2001).